# Der perfekte Ex
Der perfekte Ex ist eine US-amerikanische Komödie aus dem Jahr 2011. Es ist die Literaturverfilmung des Romanes Zwanzig Männer sind genug von Karyn Bosnak.

## Handlung
Ally Darling hat es nicht leicht. Ihre Beziehung mit Rick hat genauso ihr Ende gefunden wie ihre Anstellung beim Marketing von Linskey Solutions. Während ihre Schwester Daisy ihre Verlobung mit Eddie feiert und auf eine Bilderbuchhochzeit zusteuert, muss Ally auch noch lesen, dass die durchschnittliche US-amerikanische Frau lediglich 10,5 Männer in ihrem Leben hat. Das allein wäre nicht schlimm, gäbe es da nicht auch die Untersuchung, dass 96 % aller Frauen, die mehr als 20 Sexualpartner hatten, niemals heiraten würden. Da sie bereits 19 Männer hatte, ist sie nah dran, weswegen sie alles daran setzt, dass der Nächste der Richtige sein muss. Unglücklicherweise hat sie sich dem Alkohol zugetan, weswegen sie betrunken mit ihrem Ex-Boss Roger schläft. Völlig deprimiert, dass es der Falsche war und ihr Leben nun gelaufen sei, gibt sie sich der Schlemmerei hin. Doch durch Zufall trifft sie ihren Ex-Freund Donald. Er war einst so übergewichtig und unansehnlich, dass sie ihn immer noch dicker Donald nennt. Aber Donald hat sich gemacht, ist schlank und steht kurz vor der Hochzeit mit Cara. Und weil ihr Ex-Freund so verdammt gut aussieht, hofft sie, dass auch einer ihrer anderen Ex-Freunde vielleicht immer noch Single ist, damit Ally mit einem von ihnen zusammenkommen kann. Also bittet sie ihren Nachbar von 6a, Colin, den Sohn eines Polizisten, sie bei dem Auffinden ihrer Ex-Freunde zu helfen.
Der erste Treffer ist Dave Hansen, ein Zauberer und Barkeeper, von dem sie absolut nicht begeistert ist. Nachdem auch der Brite Simon Forester, der in Scheidung in Beacon Hill lebt, der Puppenspieler Jerry, an den sie einst ihre Unschuld verlor, und auch der Gynäkologe Dr. Barrett Ingold, der sie nur anhand ihrer Vagina erkennt, nichts Passendes für sie sind, fliegt sie nach Washington, D.C., wo sie Tom Piper, den Berater eines Senators trifft. Dieser ist absolut begeistert von ihr, gibt ihr ein Zimmer in einem edlen Hotel und besorgt ihr ein feines Kleid, um sie anschließend beim Gala-Dinner auszuführen. Alles könnte so perfekt sein, wäre Tom nicht schwul, der in Ally die ideale Scheinehefrau sieht, um seine Karriereziele erfüllen zu können, der nächste schwarze Präsident der Vereinigten Staaten zu werden.
Nach all den Reinfällen hofft Ally immer noch auf ihren Traumprinzen, den reichen Jake Adams, der in Afrika weilt, um seine Wohltätigkeitsstiftung zu leiten. Colin baut sie wieder auf, indem er sie in den TD Garden, der Heimstätte der Boston Celtics, entführt, wo er mit ihr Stripbasketball spielt. Anschließend begeben sie sich zum Hafen Boston, wo sie einfach mal ins eiskalte Wasser springen, bevor sie merken, dass es keine gute Idee war. Beim anschließenden Kleiderwechsel in Allys Wohnung kommt es zwischen den beiden zu einer Liebesnacht, bei der allerdings kein Sex im Spiel ist. Während sich Colin daraufhin in einer Beziehung mit Ally wähnt, bricht diese den Kontakt zu ihm ab, weil er ihr die Telefonnummer für Jake Adams nicht gab. Ally trifft sich kurz darauf mit Jake und ist so begeistert von ihm, dass sie ihn zu der Hochzeit ihrer Schwester einlädt, wo alle anderen ebenfalls begeistert sind. Aber Ally merkt, dass Jake zwar perfekt sei, aber nicht für sie, denn sie hat sich die ganze Zeit selbst belogen, um ihren Traumprinzen gerecht zu werden. Stattdessen hätte sie mit Colin zusammen bleiben müssen, da dieser sie so akzeptierte, wie sie ist. Also sucht sie ihn auf, gesteht ihm ihre Liebe und kommt so endlich mit ihm zusammen.

## Kritik
„Vorhersehbare, spießige Beziehungskomödie ohne Situationskomik und Dialogwitz. Auf der Wortebene spielt der Film mit Anrüchigkeiten, auf der Bildebene bleibt er umso biederer.“

„Während man sich noch fragt, warum Ally sich nicht einfach den Nachbarn greift und aufhört, ihre Zeit (und die des Zuschauers) zu verschwenden, wird man immer ärgerlicher. ‚Der perfekte Ex‘ ist so vorhersehbar, spießig und lustfeindlich, dass man sich die Haare raufen möchte. Nie gelingt es Regisseur Mark Mylod, amüsante Situationskomik zu kreieren oder mit Dialogwitz zu unterhalten.“

„Einem Film wie «Brautalarm» aber, der 2011 dem Genre der Frauenkomödie überraschend zu neuer Vitalität verhalf, vermag «Der perfekte Ex» nicht das Wasser zu reichen. Regisseur Mylods Komödie mangelt es an Esprit und Mut, zu vorhersehbar ist die Story. Und doch gibt es einige recht lustige und vereinzelt auch ernstere Momente, in die man schließlich auch ein wenig Gesellschaftskritik hineinlesen kann: An einer Gesellschaft etwa, die auch in Liebesdingen nur allzu gern auf Formeln und Zahlen setzt.“

## Veröffentlichung
Nach seinem Kinostart am 30. September 2011 konnte der Film bei einem geschätzten Budget von 20 Mio. US-Dollar weltweit etwas mehr als 30 Mio. US-Dollar einspielen. In Deutschland startete der Film am 29. März 2012 in den Kinos.